# ثيميستوكليس
ثيميستوكليس الأثيني ( حوالي 524 قبل الميلاد - 459 قبل الميلاد ) هو رئيس أثينة ومن دهاة اليونان.
كان ثيميستوكليس من رؤوساء اليونانيين .
كان شجاعاً، ومخادعاً، وداهية، وواسع الحيلة في الحرب والسياسة.
وقد حيَّر المؤرخين منذ وجوده . فبعد إنتصار الإغريق في ماراثون صار رجلاً مشهوراً و ذو شأنٍ في أثينة . فلما رأى ثِمُستوكليس الخطر العظيم الذي سوف يأتي على أثينة، حث قومهُ على بناء أسطول بحري عظيم . فلما عاود الفرس الهجوم سنة 480 قبل الميلاد، أقنع أشراف أثينة بإخلاء المدينة فينجو معظمها من الدمار الذي يمكن أن تجرّه عليها المقاومة .
وفي هذه الأثناء قاد ثمستوكليس الحرب البحرية ضد أساطيل الفرس فدمرها في موقعة سلاميس ،وكانت خطة ثيمستوكوليس في أنَّ تتراجع سفن الإغريق إلى الداخل والسيطرة على مضيق سلاميس و هذه الخطة ستحجم أساطيل فارس العظيمة وذات العدد والعدة وتجعلها بلا نفع في مكان ضيق و وصغير. ولذلك صار أي ميزة عددية للفرس أمام ضيق المكان حيث أصبح من الناحية التكتيكية غير قادر على الانتشار والمحاصرة، وهو ما استغله اليونانيون استغلالا عبقريا، و بهذا يخدع ثيميستوكليس الاسطول الفارسي لجره إلى معركة تصبح الغلبة فيها إلى قدرة سرعة السفينة و سهولة المناورة، وبالفعل فقد قام القائد اليوناني بنشر قواته على رأس المضيق مما سمح للسفن الفارسية بالنفاذ إلى العمق و من ثم قام بتطويقهم بشكل محكم، وفي هذه الاثناء قام القائد اليونياين الداهية بإرسال رسالة مخادعة إلى «زيركسس» تتعهد بانضمام ثيميستوكليس اليه في حالة ما إذا هجم على اليونانيين، وفعلا انطلت الخدعة على زيركسس، مما حفز القائد الفارسي على الإسراع في الهجوم على المضيق، وشن هجومامتسرعاً في غير صالحه، فلقد استغلوا العمق التكتيكي لهم بالمضي قدما صوب الأسطول الفارسي وكسر تشكيلاته وتدمير سفنه بهجوم رأسي مباشر كانت الميزة فيه لصالح السفن اليونانية التي كانت أكثر صلابة من ناحية وأكثر تمركزا وتجمعا من ناحية أخرى، فتفتتت القدرة الفارسية على المقاومة وتمزق أسطولهم إربا واضطر زيركسس للانسحاب الفوري يجر أذيال الهزيمة معه (3).
وبعد الحرب راح ثيمستوكوليس يضايق اليونانيين على نحو موصول من أجل الإبقاء على أسطول بحري جاهز دائماً، في حال تجدّد الهجوم الفارسي .
وحاول أيضاً حملهم على تحصين أثينة ، ولكنهم لم يفعلوا بسبب تزايد النفوذ الاسبرطي الذي كان يتنافس وأثينا على زعامة المدن - الدول اليونانية .
وانتهى الامر بهذا القائد والسياسي إلى النفي، وبعد عدد من المغامرات ظهر فجأة في بلاط الملك ارتحششت الفارسي الذي استقبله بكل حفاوة .

## روابط خارجية
- ثيميستوكليس على موقع الموسوعة البريطانية (الإنجليزية)
- ثيميستوكليس على موقع إن إن دي بي (الإنجليزية)